# Régime sans résidu

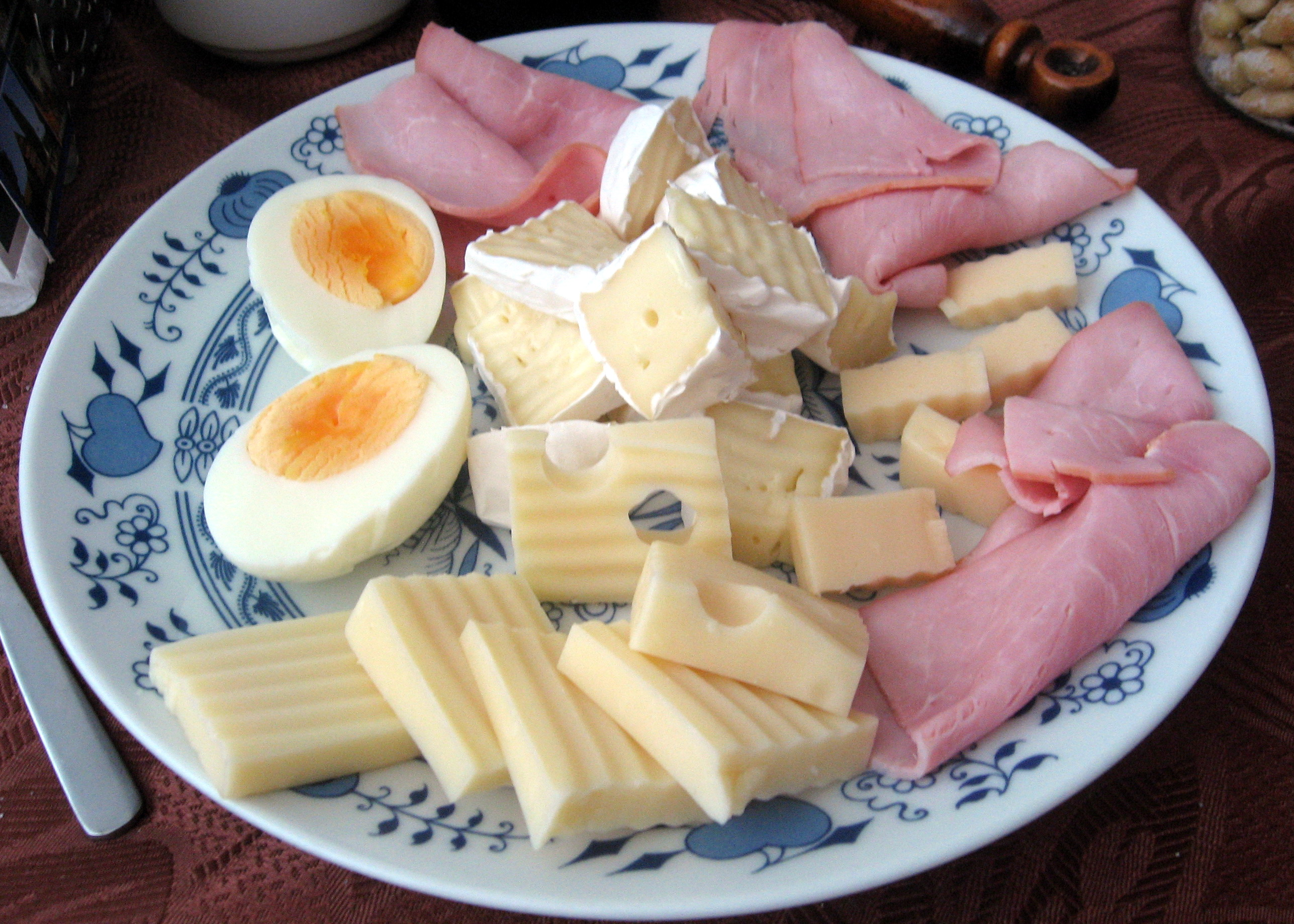
Œufs durs, fromages, jambon.

On appelle résidu une portion alimentaire n'ayant pas été digérée par l'intestin, non absorbable par l'organisme : il s'agit généralement de fibres alimentaires végétales, parfois animales. Un régime sans résidu, aussi connu sous les appellations de régime sans fibre et de diète hyporésiduelle, est un régime alimentaire prescrit dans le cadre de la préparation avant une endoscopie ou une coloscopie, ainsi que dans le traitement des poussées de certaines maladies intestinales. Il est conçu pour réduire la fréquence et le volume des selles, pour réguler le transit intestinal afin de réduire les risques d'irritation de la muqueuse du colon ou des intestins. Il s'agit d’un régime déséquilibré induisant des carences alimentaires, ne devant être suivi que pour une courte période et sur prescription médicale.

## Le régime sans résidu strict

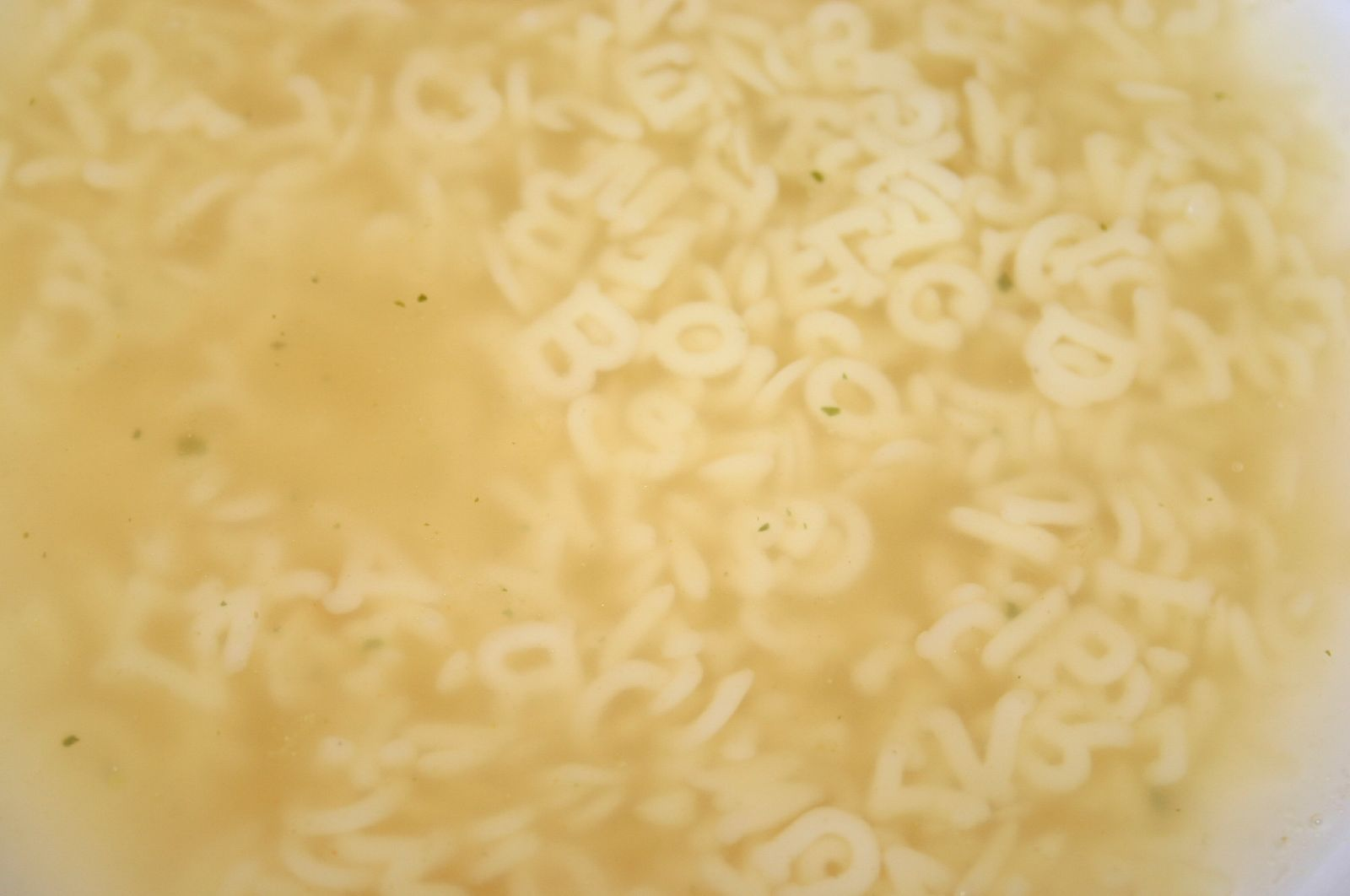
Pâtes alphabet, bouillon de légumes (sans les légumes).

Toutes les graines, noix et céréales complètes sont interdites, ainsi que les fruits et légumes.
Les graisses cuites, fritures, sauces, charcuteries sont proscrites.
Les seuls laitages autorisés sont les fromages à pâte cuite.
Riz, pâtes, semoule sont permis, à condition qu’il ne s’agisse pas de céréales complètes.
Le poisson est autorisé, sauf en saumure ou fumé. Les œufs sont permis en fonction de la tolérance individuelle.
La viande doit être maigre ou dégraissée, si elle est trop fibreuse elle doit être hachée.
La cuisson des aliments doit être effectuée sans matière grasse, c'est-à-dire qu’ils peuvent être grillés, bouillis, cuits à la vapeur ou en papillotes.

## Le régime élargi

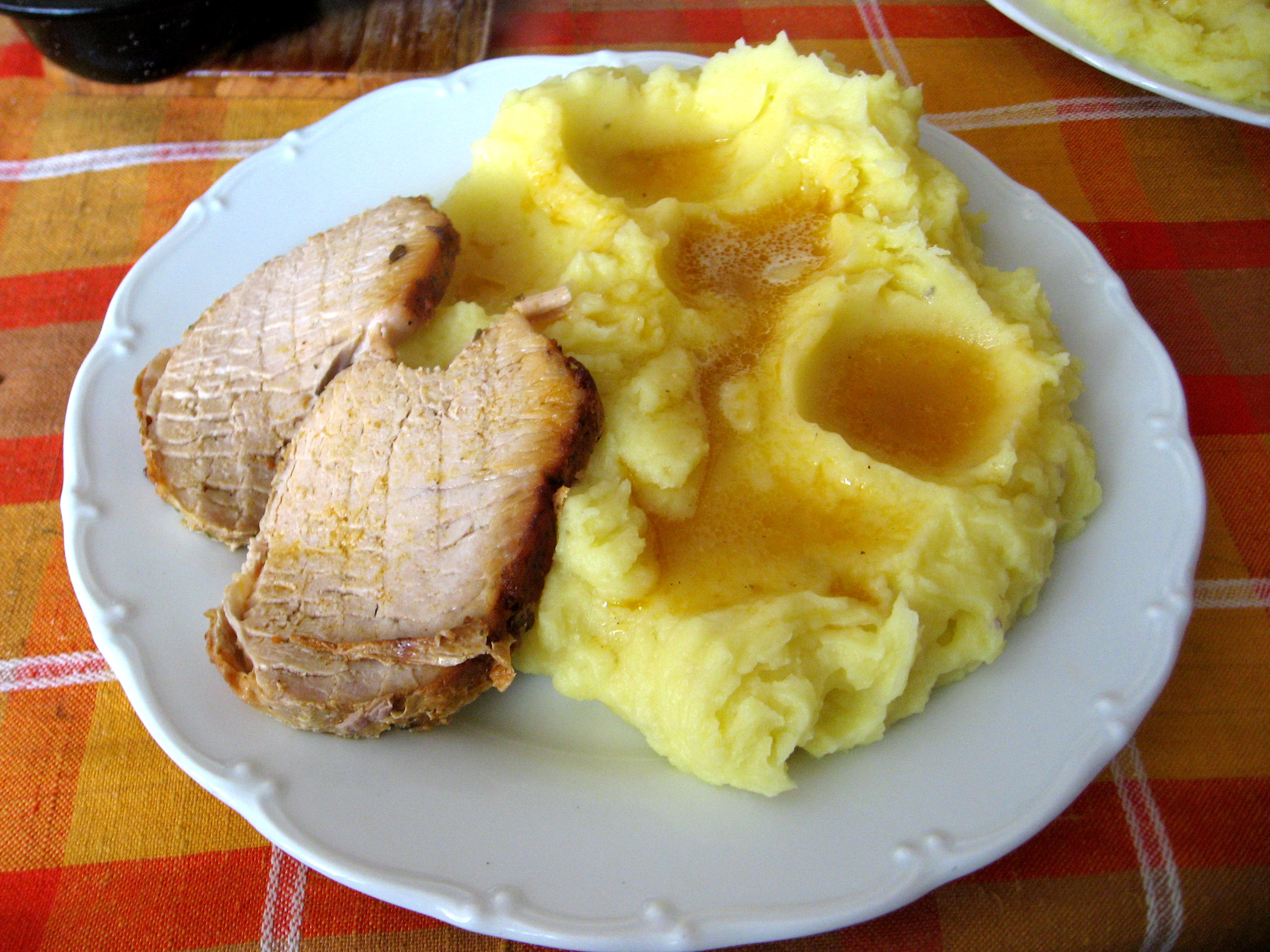
Viande rôtie, purée et jus de viande

Le régime élargi, ou pauvre en fibres, autorise les laitages et certains légumes et fruits cuits.
L'autorisation des laitages se fait en fonction du but du régime ; en effet ils accélèrent le transit intestinal, en particulier pour le lait.
S'il s'agit d'un régime sans résidu prescrit en vue d'une coloscopie, leur consommation n'est pas interdite. En revanche, s'il s'agit de mettre au repos les intestins en raison d'une maladie ou à la suite d'une opération chirurgicale, le lait est proscrit, et la consommation des autres laitages est à déterminer au cas par cas, suivant la tolérance individuelle.

## La réintroduction des aliments interdits
Après une intervention chirurgicale, ou une poussée de la maladie de Crohn, les légumes et fruits doivent être réintroduits progressivement dans l'alimentation.
Les légumes sont d'abord consommés cuits en potage et en purée en commençant par les moins riches en fibres (pommes de terre, carottes). De même, les fruits sont réintroduits d'abord en compote, au sirop, puis consommés bien mûrs (bananes, poires).
Dans l'idéal, ces aliments doivent être réintroduits un par un afin d'en tester la bonne tolérance.